# Saloistensaari
Saloistensaari är en ö i Finland. Den ligger i sjön Kutemajärvi och i kommunen Kangasniemi i den ekonomiska regionen  S:t Michel och landskapet Södra Savolax, i den södra delen av landet, 240 km norr om huvudstaden Helsingfors. Öns area är 2,6 hektar och dess största längd är 350 meter i nord-sydlig riktning.